# Grand Prix Milken
 (mars 2018).
Si vous disposez d'ouvrages ou d'articles de référence ou si vous connaissez des sites web de qualité traitant du thème abordé ici, merci de compléter l'article en donnant les références utiles à sa vérifiabilité et en les liant à la section « Notes et références ».
Le Grand Prix Milken est un prix remis par la Fondation Milken pour souligner le travail d'un chercheur dans le domaine de l'épilepsie.

## Lauréats
1990
- Cesare Lombroso
- Edward Swinyard
- Carol Camfield
- Peter Camfield
- Solomon Moshe
- Philip Schwartzkroin

1991
- Fritz Dreifuss
- David Prince
- Carter Snead
- Roger Traub
- William Theodore

1992
- Karin Nelson
- Dominick Purpura
- Uwe Heinemann
- Claude Wasterlain
- Eli Mizrahi

1993
- Herbert Jasper
- Kiffin Penry
- Joan Austin
- Robert Sloviter

1994
- Pierre Gloor
- Sidney Goldring
- James McNamara
- Elaine Wyllie

1995
- Jean Aicardi
- Frederick Andermann
- Samuel Berkovic
- Raymond Dingledine

1996
- Jerome Engel Jr.
- Jeffrey Noebels

1997
- Esper Cavalheiro
- Richard Mattson
- Robert Macdonald

1998
- Robert DeLorenzo
- Robert Wong

1999
- Dennis Spencer
- Brian Meldrum

2000
- Giuliano Avanzini
- Yehezkel Ben-Ari

2001
- Allen Hauser
- Daniel Lowenstein

2002
- Edward Dudek
- Christopher Walsh

2003
- Dan McIntyre
- Susan Spencer